# Galečić
Galečić je naseljeno mjesto u općini Tomislavgrad, Federacija Bosne i Hercegovine, BiH.

## Stanovništvo

### 1991.
Nacionalni sastav stanovništva 1991. godine, bio je sljedeći:
ukupno: 280
- Hrvati - 276 (98,57%)
- ostali, neopredijeljeni i nepoznato - 4 (1,43%)

### 2013.
Nacionalni sastav stanovništva 2013. godine, bio je sljedeći:
ukupno: 279
- Hrvati - 279 (100%)